# ساچ

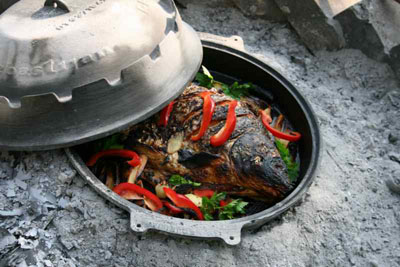
کپور پخته‌شده در ساچ

ساچ (سیریلیک: Сач؛ کرواتی: Peka) پوشش فلزی یا سفالی بزرگ و به شکل ناقص است که برای پوشاندن خمیر نان یا انواع غذاها استفاده می‌شود و روی آن خاکستر و زغال‌های روشن قرار داده می‌شود. غذاهایی که در ساچ پخته می‌شوند به‌طور یکنواخت پخته می‌شوند، آب‌دار باقی می‌مانند و به خاطر طعم غنی خود مورد تحسین قرار می‌گیرند.
ساچ همچنین می‌تواند به غذایی که از گوشت، سبزیجات و سیب‌زمینی تهیه شده و در فر ساچ پخته شده است، اشاره داشته باشد.

## تاریخچه
به‌طور سنتی، ساچ یک فر ساده و ابتدایی برای پخت انواع غذا بود که توسط خانواده‌های کم‌درآمد که قادر به خرید اجاق در خانه‌های خود نبودند، استفاده می‌شد و خود درپوش اغلب به عنوان صفحه‌ای برای پخت نان تخت عمل می‌کرد.
امروزه این وسیلهٔ پخت و پز به‌طور معمول توسط رستورانها در سراسر بالکان – بلغارستان، بوسنی و هرزگوین، کرواسی (که به آن "peka")، یونان (که به آن "Παραδοσιακή Γάστρα"، "Σινί" یا "Χάνι")، مونته‌نگرو، مقدونیه شمالی، صربستان و اسلوونی اطلاق می‌شود.

## استفاده
پخت و پز در ساچ موجب پخت و پز یکنواخت و همرفت می‌شود و شکل ناقص آن اجازه می‌دهد که بخار دوباره به گردش درآید، که باعث می‌شود گوشت، ماهی و تره‌بارها آب‌دار باقی بمانند و سیب‌زمینی‌ها و سبزیجات طعم‌های خود را با گوشت مخلوط کنند. همچنین برای پخت نان و شیرینی‌های سنتی مانند بورک و پیتزا استفاده می‌شود. این سبک سنتی پخت و پز عمدتاً به خاطر ویژگی‌های خاص طعم‌دهی آن که به غذا اجازه می‌دهد به‌طور خفیف دودی شود، مورد پذیرش قرار گرفته است.

## انواع محلی
در بلغارستان، واژهٔ сач (ساچ) یا сачѐ (ساچی) به صفحهٔ سفالی تختی اشاره دارد که در دمای بالا گرم شده و روی میز قرار می‌گیرد، جایی که برش‌های نازک سبزیجات و گوشت روی آن پخته می‌شود. از چربی استفاده نمی‌شود و این صفحه پوشانده نمی‌شود. در منطقهٔ رشته‌کوه‌های ردوپه معمولاً گوشت بیشتری استفاده می‌شود.
در برخی از مناطق رومانی، معادل ساچ، که țest نامیده می‌شود و مشتق از testum لاتین است، برای پخت نان استفاده می‌شد.

## نگارخانه

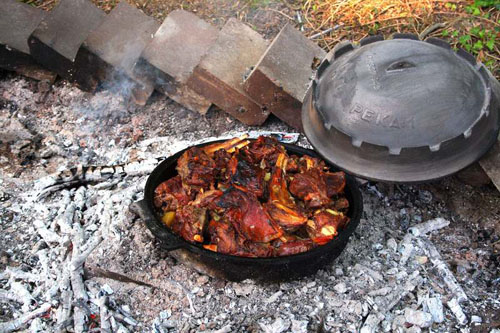
مثالی از پخت گوسفند در ساچ
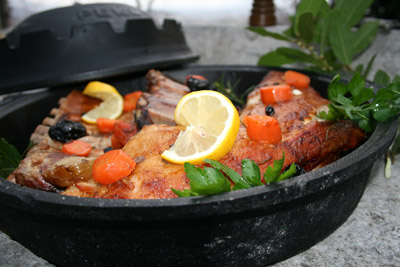
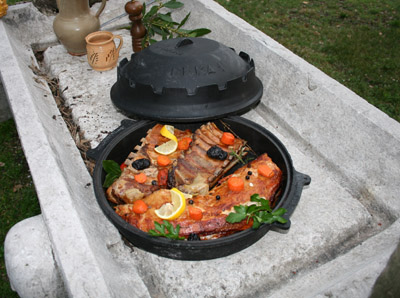
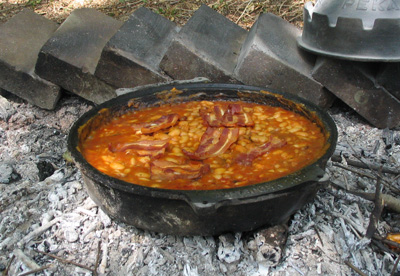
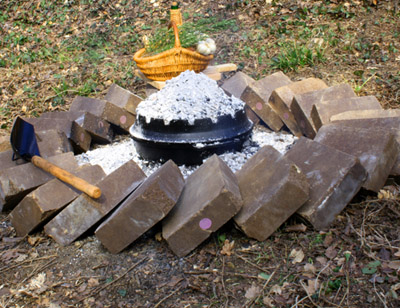